# 国民革命军第九十五军
国民革命军第九十五军，由川军组建。

## 沿革
抗日战争爆发后，1937年9月邓锡侯任军长的川军第四十五军出川参战。
1938年4月为加强大后方，在四川彭县组建第九十五军，长驻四川彭县、绵竹、郫县。后进驻成都城区。辖：
- 第126师：第四十五军第126师
- 新编第9师：以独立第19旅、第376旅合编。
- 新编第17师：以独立第16旅扩编。

1946年5月该军改为整编第39师。1948年9月恢复第九十五军番号。1949年12月9日在在西康省政府主席兼川康绥靖公署主任刘文辉、西南军政长官公署副司令长官鄧錫侯、潘文华等人率领下彭县起义，编入中国人民解放军第六十军。